# Cataetyx lepidogenys
Cataetyx lepidogenys är en fiskart som först beskrevs av Smith och Radcliffe, 1913.  Cataetyx lepidogenys ingår i släktet Cataetyx och familjen Bythitidae. Inga underarter finns listade i Catalogue of Life.